# Кантёрк

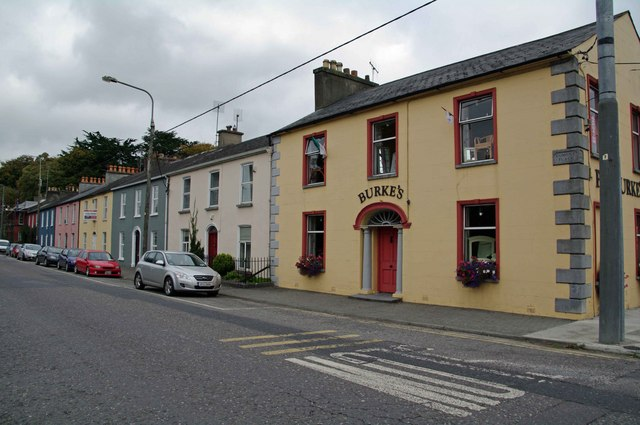

Кантёрк (англ. Kanturk; ирл. Ceann Toirc) — (переписной) посёлок в Ирландии, находится в графстве Корк (провинция Манстер). Уроженцем этих мест является Пэт О’Каллаган.
Местная железнодорожная станция была открыта 1 апреля 1889 года, закрыта для пассажиров 27 января 1947 года и окончательно закрыта 4 февраля 1963 года.

## Демография
Население — 1915 человек (по переписи 2006 года). В 2002 году население составляло 1651.
Данные переписи 2006 года:
| Общие демографические показатели |               |                               |                               |      |      |
| Всё население                    | Всё население | Изменения населения 2002—2006 | Изменения населения 2002—2006 | 2006 | 2006 |
| 2002                             | 2006          | чел.                          | %                             | муж. | жен. |
| 1651                             | 1915          | 264                           | 16,0                          | 947  | 968  |

В нижеприводимых таблицах сумма всех ответов (столбец «сумма»), как правило, меньше общего населения населённого пункта (столбец «2006»).
| Религия (Тема 2 — 5 : Число людей по религиям, 2006) |             |                |             |            |       |      |
| Католики, чел.                                       | Католики, % | Другая религия | Без религии | не указано | сумма | 2006 |
| 1828                                                 | 95,5        | 38             | 30          | 19         | 1915  | 1915 |

| Этно-расовый состав (Этничность. Тема 2 — 3 : Постоянное население по этническому или культурному происхождению, 2006) |            |              |       |        |        |            |       |       |
| Белые ирландцы | Лухт-шулта | Другие белые | Негры | Азиаты | Другие | Не указано | сумма | 2006  |
| 1612 | 3          | 217          | 0     | 5      | 16     | 19         | 1872  | 1915  |
| Доля от всех отвечавших на вопрос, %                                                                                   |            |              |       |        |        |            |       |       |
| 86,1 | 0,2        | 11,6         | 0,0   | 0,3    | 0,9    | 1,0        | 100   | 97,81 |

1 — доля отвечавших на вопрос о языке от всего населения.
| Владение ирландским языком (Тема 3 — 1 : Число людей от 3 лет и старше по способности говорить по-ирландски, 2006) |      |            |       |       |
| Владеете ли Вы ирландским языком?                                                                                  |      |            |       |       |
| Да | Нет  | Не указано | сумма | 2006  |
| 686 | 1136 | 32         | 1854  | 1915  |
| Доля от всех отвечавших на вопрос о языке, %                                                                       |      |            |       |       |
| 37,0 | 61,3 | 1,7        | 100   | 96,81 |

1 — доля отвечавших на вопрос о языке от всего населения.
| Использование ирландского языка (Тема 3 — 2 : Говорящие по-ирландски от 3 лет и старше по частоте использования ирландского языка, 2006) |                                                            |                                               |                                               |                                               |                                               |                                               |       |                                     |      |
| Как часто и где Вы говорите по-ирландски?                                                                                                |                                                            |                                               |                                               |                                               |                                               |                                               |       |                                     |      |
| ежедневно, только в образовательных учреждениях                                                                                          | ежедневно, как в образовательных учреждениях, так и вне их | в других местах (вне образовательной системы) | в других местах (вне образовательной системы) | в других местах (вне образовательной системы) | в других местах (вне образовательной системы) | в других местах (вне образовательной системы) | сумма | всего, отвечавших на вопрос о языке | 2006 |
| ежедневно, только в образовательных учреждениях                                                                                          | ежедневно, как в образовательных учреждениях, так и вне их | ежедневно                                     | каждую неделю                                 | реже                                          | никогда                                       | не указано                                    | сумма | всего, отвечавших на вопрос о языке | 2006 |
| 147 | 7                                                          | 15                                            | 34                                            | 257                                           | 216                                           | 10                                            | 686   | 1854                                | 1915 |
| Доля от всех отвечавших на вопрос о языке, %                                                                                             |                                                            |                                               |                                               |                                               |                                               |                                               |       |                                     |      |
| 7,9 | 0,4                                                        | 0,8                                           | 1,8                                           | 13,9                                          | 11,7                                          | 0,5                                           | 37,0  | 100                                 |      |

| Типы частных жилищ (Тема 6 — 1(a) : Число частных домовладений по типу размещения, 2006) |          |         |                 |            |       |      |
| Отдельный дом                                                                            | Квартира | Комната | Переносные дома | не указано | сумма | 2006 |
| 696                                                                                      | 39       | 1       | 2               | 12         | 750   | 1915 |